# Diputació Provincial de Balears
La Diputació Provincial de Balears, també coneguda simplement com a Diputació de Balears, fou la institució de govern local de les Illes Balears entre els anys 1835 i 1983. La seva seu es trobava al Palau del Consell, seu actual del Consell Insular de Mallorca. En ser dissolta la institució, les seves competències es repartiren entre el Govern de les Illes Balears (GOIB) i els diferents Consells Insulars.

## Història
La institució fou inicialment creada amb el nom de "Diputació Provincial de Mallorca" l'any 1813 d'acord amb la constitució espanyola aprovada un any abans. La Diputació Provincial de Balears va assumir competències delegades de l'estat principalment en ensenyament, benenficència i obres públiques. Així, per exemple, administrava l'antic Hospital General, reconvertit en Hospital Provincial, de la Casa de Misericòrdia de Palma i de l'Hospital Psiquiàtric de Palma, inaugurat a la dècada del 1920.
Entre els anys 1978 i 1979 les competències i bens de la diputació foren transferits al Consell General Interinsular i als diferents Consells Insulars, sent dissolta posteriorment per decret.

## Presidents
- Antoni Marià Montis i Boneo (18-)
- Pere Sampol i Rosselló (1884-1885)
- Alexandre Rosselló i Pastors (1894-1896)
- Josep Socias Gradolí (1896-1898)
- Alexandre Rosselló i Pastors (1898-1900)
- Josep Socias Gradolí (1903-1905)
- Pere Antoni Mataró Monserrat (1923-1924)
- Francesc Julià i Perelló (1931-1936)
- Jaume Garcia i Obrador (1936-1936)
- Emilio Ramos Unamuno[3][4] (1936-1936)
- Josep Quint Zaforteza i Amat[5] (1937-1939)
- Pedro Vila Ramon[6] (1939-1941)
- José Sampol Antich[7] (1941-1941)
- Pedro Vila Ramon[7] (1941-1943)
- Fernando Blanes Boysen[8] (1943-1948)
- Pedro Salas Garau[9] (1948-1954)
- Mateo Llobera Balaguer[10] (1955-1957)
- Rafael Villalonga Blanes[11] (1957-1970)
- Josep Alcover Llompart[12] (1970-1975)
- Fulgenci Coll de San Simón[13] (1975-1977)